# 1353
Portal Geschichte | Portal Biografien | Aktuelle Ereignisse | Jahreskalender | Tagesartikel

◄ |
13. Jahrhundert |
14. Jahrhundert
| 15. Jahrhundert | ►

◄ |
1320er |
1330er |
1340er |
1350er
| 1360er | 1370er | 1380er | ►

◄◄ |
◄ |
1349 |
1350 |
1351 |
1352 |
1353
| 1354 | 1355 | 1356 | 1357 | ► | ►►
Staatsoberhäupter  · Nekrolog
| Januar | Januar | Januar | Januar | Januar | Januar | Januar | Januar |
| Kw     | Mo     | Di     | Mi     | Do     | Fr     | Sa     | So     |
| 1      |        | 1      | 2      | 3      | 4      | 5      | 6      |
| 2      | 7      | 8      | 9      | 10     | 11     | 12     | 13     |
| 3      | 14     | 15     | 16     | 17     | 18     | 19     | 20     |
| 4      | 21     | 22     | 23     | 24     | 25     | 26     | 27     |
| 5      | 28     | 29     | 30     | 31     |        |        |        |
| ------ | ------ | ------ | ------ | ------ | ------ | ------ | ------ |

| Februar | Februar | Februar | Februar | Februar | Februar | Februar | Februar |
| Kw      | Mo      | Di      | Mi      | Do      | Fr      | Sa      | So      |
| 5       |         |         |         |         | 1       | 2       | 3       |
| 6       | 4       | 5       | 6       | 7       | 8       | 9       | 10      |
| 7       | 11      | 12      | 13      | 14      | 15      | 16      | 17      |
| 8       | 18      | 19      | 20      | 21      | 22      | 23      | 24      |
| 9       | 25      | 26      | 27      | 28      |         |         |         |
| ------- | ------- | ------- | ------- | ------- | ------- | ------- | ------- |

| März | März | März | März | März | März | März | März |
| Kw   | Mo   | Di   | Mi   | Do   | Fr   | Sa   | So   |
| 9    |      |      |      |      | 1    | 2    | 3    |
| 10   | 4    | 5    | 6    | 7    | 8    | 9    | 10   |
| 11   | 11   | 12   | 13   | 14   | 15   | 16   | 17   |
| 12   | 18   | 19   | 20   | 21   | 22   | 23   | 24   |
| 13   | 25   | 26   | 27   | 28   | 29   | 30   | 31   |
| ---- | ---- | ---- | ---- | ---- | ---- | ---- | ---- |

| April | April | April | April | April | April | April | April |
| Kw    | Mo    | Di    | Mi    | Do    | Fr    | Sa    | So    |
| 14    | 1     | 2     | 3     | 4     | 5     | 6     | 7     |
| 15    | 8     | 9     | 10    | 11    | 12    | 13    | 14    |
| 16    | 15    | 16    | 17    | 18    | 19    | 20    | 21    |
| 17    | 22    | 23    | 24    | 25    | 26    | 27    | 28    |
| 18    | 29    | 30    |       |       |       |       |       |
| ----- | ----- | ----- | ----- | ----- | ----- | ----- | ----- |

| Mai | Mai | Mai | Mai | Mai | Mai | Mai | Mai |
| Kw  | Mo  | Di  | Mi  | Do  | Fr  | Sa  | So  |
| 18  |     |     | 1   | 2   | 3   | 4   | 5   |
| 19  | 6   | 7   | 8   | 9   | 10  | 11  | 12  |
| 20  | 13  | 14  | 15  | 16  | 17  | 18  | 19  |
| 21  | 20  | 21  | 22  | 23  | 24  | 25  | 26  |
| 22  | 27  | 28  | 29  | 30  | 31  |     |     |
| --- | --- | --- | --- | --- | --- | --- | --- |

| Juni | Juni | Juni | Juni | Juni | Juni | Juni | Juni |
| Kw   | Mo   | Di   | Mi   | Do   | Fr   | Sa   | So   |
| 22   |      |      |      |      |      | 1    | 2    |
| 23   | 3    | 4    | 5    | 6    | 7    | 8    | 9    |
| 24   | 10   | 11   | 12   | 13   | 14   | 15   | 16   |
| 25   | 17   | 18   | 19   | 20   | 21   | 22   | 23   |
| 26   | 24   | 25   | 26   | 27   | 28   | 29   | 30   |
| ---- | ---- | ---- | ---- | ---- | ---- | ---- | ---- |

| Juli | Juli | Juli | Juli | Juli | Juli | Juli | Juli |
| Kw   | Mo   | Di   | Mi   | Do   | Fr   | Sa   | So   |
| 27   | 1    | 2    | 3    | 4    | 5    | 6    | 7    |
| 28   | 8    | 9    | 10   | 11   | 12   | 13   | 14   |
| 29   | 15   | 16   | 17   | 18   | 19   | 20   | 21   |
| 30   | 22   | 23   | 24   | 25   | 26   | 27   | 28   |
| 31   | 29   | 30   | 31   |      |      |      |      |
| ---- | ---- | ---- | ---- | ---- | ---- | ---- | ---- |

| August | August | August | August | August | August | August | August |
| Kw     | Mo     | Di     | Mi     | Do     | Fr     | Sa     | So     |
| 31     |        |        |        | 1      | 2      | 3      | 4      |
| 32     | 5      | 6      | 7      | 8      | 9      | 10     | 11     |
| 33     | 12     | 13     | 14     | 15     | 16     | 17     | 18     |
| 34     | 19     | 20     | 21     | 22     | 23     | 24     | 25     |
| 35     | 26     | 27     | 28     | 29     | 30     | 31     |        |
| ------ | ------ | ------ | ------ | ------ | ------ | ------ | ------ |

| September | September | September | September | September | September | September | September |
| Kw        | Mo        | Di        | Mi        | Do        | Fr        | Sa        | So        |
| 35        |           |           |           |           |           |           | 1         |
| 36        | 2         | 3         | 4         | 5         | 6         | 7         | 8         |
| 37        | 9         | 10        | 11        | 12        | 13        | 14        | 15        |
| 38        | 16        | 17        | 18        | 19        | 20        | 21        | 22        |
| 39        | 23        | 24        | 25        | 26        | 27        | 28        | 29        |
| 40        | 30        |           |           |           |           |           |           |
| --------- | --------- | --------- | --------- | --------- | --------- | --------- | --------- |

| Oktober | Oktober | Oktober | Oktober | Oktober | Oktober | Oktober | Oktober |
| Kw      | Mo      | Di      | Mi      | Do      | Fr      | Sa      | So      |
| 40      |         | 1       | 2       | 3       | 4       | 5       | 6       |
| 41      | 7       | 8       | 9       | 10      | 11      | 12      | 13      |
| 42      | 14      | 15      | 16      | 17      | 18      | 19      | 20      |
| 43      | 21      | 22      | 23      | 24      | 25      | 26      | 27      |
| 44      | 28      | 29      | 30      | 31      |         |         |         |
| ------- | ------- | ------- | ------- | ------- | ------- | ------- | ------- |

| November | November | November | November | November | November | November | November |
| Kw       | Mo       | Di       | Mi       | Do       | Fr       | Sa       | So       |
| 44       |          |          |          |          | 1        | 2        | 3        |
| 45       | 4        | 5        | 6        | 7        | 8        | 9        | 10       |
| 46       | 11       | 12       | 13       | 14       | 15       | 16       | 17       |
| 47       | 18       | 19       | 20       | 21       | 22       | 23       | 24       |
| 48       | 25       | 26       | 27       | 28       | 29       | 30       |          |
| -------- | -------- | -------- | -------- | -------- | -------- | -------- | -------- |

| Dezember | Dezember | Dezember | Dezember | Dezember | Dezember | Dezember | Dezember |
| Kw       | Mo       | Di       | Mi       | Do       | Fr       | Sa       | So       |
| 48       |          |          |          |          |          |          | 1        |
| 49       | 2        | 3        | 4        | 5        | 6        | 7        | 8        |
| 50       | 9        | 10       | 11       | 12       | 13       | 14       | 15       |
| 51       | 16       | 17       | 18       | 19       | 20       | 21       | 22       |
| 52       | 23       | 24       | 25       | 26       | 27       | 28       | 29       |
| 1        | 30       | 31       |          |          |          |          |          |
| -------- | -------- | -------- | -------- | -------- | -------- | -------- | -------- |

| Januar | Januar | Januar | Januar | Januar | Januar | Januar | Januar |
| Kw     | Mo     | Di     | Mi     | Do     | Fr     | Sa     | So     |
| 1      |        | 1      | 2      | 3      | 4      | 5      | 6      |
| 2      | 7      | 8      | 9      | 10     | 11     | 12     | 13     |
| 3      | 14     | 15     | 16     | 17     | 18     | 19     | 20     |
| 4      | 21     | 22     | 23     | 24     | 25     | 26     | 27     |
| 5      | 28     | 29     | 30     | 31     |        |        |        |
| ------ | ------ | ------ | ------ | ------ | ------ | ------ | ------ |

| Februar | Februar | Februar | Februar | Februar | Februar | Februar | Februar |
| Kw      | Mo      | Di      | Mi      | Do      | Fr      | Sa      | So      |
| 5       |         |         |         |         | 1       | 2       | 3       |
| 6       | 4       | 5       | 6       | 7       | 8       | 9       | 10      |
| 7       | 11      | 12      | 13      | 14      | 15      | 16      | 17      |
| 8       | 18      | 19      | 20      | 21      | 22      | 23      | 24      |
| 9       | 25      | 26      | 27      | 28      |         |         |         |
| ------- | ------- | ------- | ------- | ------- | ------- | ------- | ------- |

| März | März | März | März | März | März | März | März |
| Kw   | Mo   | Di   | Mi   | Do   | Fr   | Sa   | So   |
| 9    |      |      |      |      | 1    | 2    | 3    |
| 10   | 4    | 5    | 6    | 7    | 8    | 9    | 10   |
| 11   | 11   | 12   | 13   | 14   | 15   | 16   | 17   |
| 12   | 18   | 19   | 20   | 21   | 22   | 23   | 24   |
| 13   | 25   | 26   | 27   | 28   | 29   | 30   | 31   |
| ---- | ---- | ---- | ---- | ---- | ---- | ---- | ---- |

| April | April | April | April | April | April | April | April |
| Kw    | Mo    | Di    | Mi    | Do    | Fr    | Sa    | So    |
| 14    | 1     | 2     | 3     | 4     | 5     | 6     | 7     |
| 15    | 8     | 9     | 10    | 11    | 12    | 13    | 14    |
| 16    | 15    | 16    | 17    | 18    | 19    | 20    | 21    |
| 17    | 22    | 23    | 24    | 25    | 26    | 27    | 28    |
| 18    | 29    | 30    |       |       |       |       |       |
| ----- | ----- | ----- | ----- | ----- | ----- | ----- | ----- |

| Mai | Mai | Mai | Mai | Mai | Mai | Mai | Mai |
| Kw  | Mo  | Di  | Mi  | Do  | Fr  | Sa  | So  |
| 18  |     |     | 1   | 2   | 3   | 4   | 5   |
| 19  | 6   | 7   | 8   | 9   | 10  | 11  | 12  |
| 20  | 13  | 14  | 15  | 16  | 17  | 18  | 19  |
| 21  | 20  | 21  | 22  | 23  | 24  | 25  | 26  |
| 22  | 27  | 28  | 29  | 30  | 31  |     |     |
| --- | --- | --- | --- | --- | --- | --- | --- |

| Juni | Juni | Juni | Juni | Juni | Juni | Juni | Juni |
| Kw   | Mo   | Di   | Mi   | Do   | Fr   | Sa   | So   |
| 22   |      |      |      |      |      | 1    | 2    |
| 23   | 3    | 4    | 5    | 6    | 7    | 8    | 9    |
| 24   | 10   | 11   | 12   | 13   | 14   | 15   | 16   |
| 25   | 17   | 18   | 19   | 20   | 21   | 22   | 23   |
| 26   | 24   | 25   | 26   | 27   | 28   | 29   | 30   |
| ---- | ---- | ---- | ---- | ---- | ---- | ---- | ---- |

| Juli | Juli | Juli | Juli | Juli | Juli | Juli | Juli |
| Kw   | Mo   | Di   | Mi   | Do   | Fr   | Sa   | So   |
| 27   | 1    | 2    | 3    | 4    | 5    | 6    | 7    |
| 28   | 8    | 9    | 10   | 11   | 12   | 13   | 14   |
| 29   | 15   | 16   | 17   | 18   | 19   | 20   | 21   |
| 30   | 22   | 23   | 24   | 25   | 26   | 27   | 28   |
| 31   | 29   | 30   | 31   |      |      |      |      |
| ---- | ---- | ---- | ---- | ---- | ---- | ---- | ---- |

| August | August | August | August | August | August | August | August |
| Kw     | Mo     | Di     | Mi     | Do     | Fr     | Sa     | So     |
| 31     |        |        |        | 1      | 2      | 3      | 4      |
| 32     | 5      | 6      | 7      | 8      | 9      | 10     | 11     |
| 33     | 12     | 13     | 14     | 15     | 16     | 17     | 18     |
| 34     | 19     | 20     | 21     | 22     | 23     | 24     | 25     |
| 35     | 26     | 27     | 28     | 29     | 30     | 31     |        |
| ------ | ------ | ------ | ------ | ------ | ------ | ------ | ------ |

| September | September | September | September | September | September | September | September |
| Kw        | Mo        | Di        | Mi        | Do        | Fr        | Sa        | So        |
| 35        |           |           |           |           |           |           | 1         |
| 36        | 2         | 3         | 4         | 5         | 6         | 7         | 8         |
| 37        | 9         | 10        | 11        | 12        | 13        | 14        | 15        |
| 38        | 16        | 17        | 18        | 19        | 20        | 21        | 22        |
| 39        | 23        | 24        | 25        | 26        | 27        | 28        | 29        |
| 40        | 30        |           |           |           |           |           |           |
| --------- | --------- | --------- | --------- | --------- | --------- | --------- | --------- |

| Oktober | Oktober | Oktober | Oktober | Oktober | Oktober | Oktober | Oktober |
| Kw      | Mo      | Di      | Mi      | Do      | Fr      | Sa      | So      |
| 40      |         | 1       | 2       | 3       | 4       | 5       | 6       |
| 41      | 7       | 8       | 9       | 10      | 11      | 12      | 13      |
| 42      | 14      | 15      | 16      | 17      | 18      | 19      | 20      |
| 43      | 21      | 22      | 23      | 24      | 25      | 26      | 27      |
| 44      | 28      | 29      | 30      | 31      |         |         |         |
| ------- | ------- | ------- | ------- | ------- | ------- | ------- | ------- |

| November | November | November | November | November | November | November | November |
| Kw       | Mo       | Di       | Mi       | Do       | Fr       | Sa       | So       |
| 44       |          |          |          |          | 1        | 2        | 3        |
| 45       | 4        | 5        | 6        | 7        | 8        | 9        | 10       |
| 46       | 11       | 12       | 13       | 14       | 15       | 16       | 17       |
| 47       | 18       | 19       | 20       | 21       | 22       | 23       | 24       |
| 48       | 25       | 26       | 27       | 28       | 29       | 30       |          |
| -------- | -------- | -------- | -------- | -------- | -------- | -------- | -------- |

| Dezember | Dezember | Dezember | Dezember | Dezember | Dezember | Dezember | Dezember |
| Kw       | Mo       | Di       | Mi       | Do       | Fr       | Sa       | So       |
| 48       |          |          |          |          |          |          | 1        |
| 49       | 2        | 3        | 4        | 5        | 6        | 7        | 8        |
| 50       | 9        | 10       | 11       | 12       | 13       | 14       | 15       |
| 51       | 16       | 17       | 18       | 19       | 20       | 21       | 22       |
| 52       | 23       | 24       | 25       | 26       | 27       | 28       | 29       |
| 1        | 30       | 31       |          |          |          |          |          |
| -------- | -------- | -------- | -------- | -------- | -------- | -------- | -------- |

## Ereignisse

### Politik und Weltgeschehen

#### Eidgenossenschaft
- Die schweizerische Eidgenossenschaft wird mit dem Eintritt Berns zum Bund der acht Ortschaften: Uri, Schwyz, Unterwalden, Luzern, Zürich, Glarus, Zug, Bern. Die Gemeinsamkeit dieses losen Bundes liegt im Willen, sich keinem der großen Feudalherren, vor allem nicht den habsburgischen Herzögen von Österreich zu unterwerfen. Er erstrebt insbesondere die Reichsfreiheit, das heißt direkte Unterstellung unter den römisch-deutschen König oder Kaiser und das Recht, sich selbst zu verwalten und selbst Recht zu sprechen.

#### Weitere Ereignisse im Heiligen Römischen Reich
- 9. Februar: Der mit Katharina von Henneberg verheiratete Markgraf Friedrich III. von Meißen wird mit der Pflege Coburg belehnt. Die Wettiner übernehmen damit die Herrschaft in Coburg.
- 13. April: Hermann IX., Markgraf von Baden zu Eberstein stirbt. Da sein Sohn Friedrich bereits vor ihm gestorben ist, wird er von seinem Neffen Rudolf VI. beerbt. Als am 2. September auch Rudolfs Vater Friedrich III. stirbt, wird die durch Erbteilung getrennte Markgrafschaft Baden wieder in einer Hand vereinigt. Nur die Teilmarkgrafschaft Baden zu Pforzheim befindet sich noch im Besitz von Rudolfs Onkel Rudolf V.

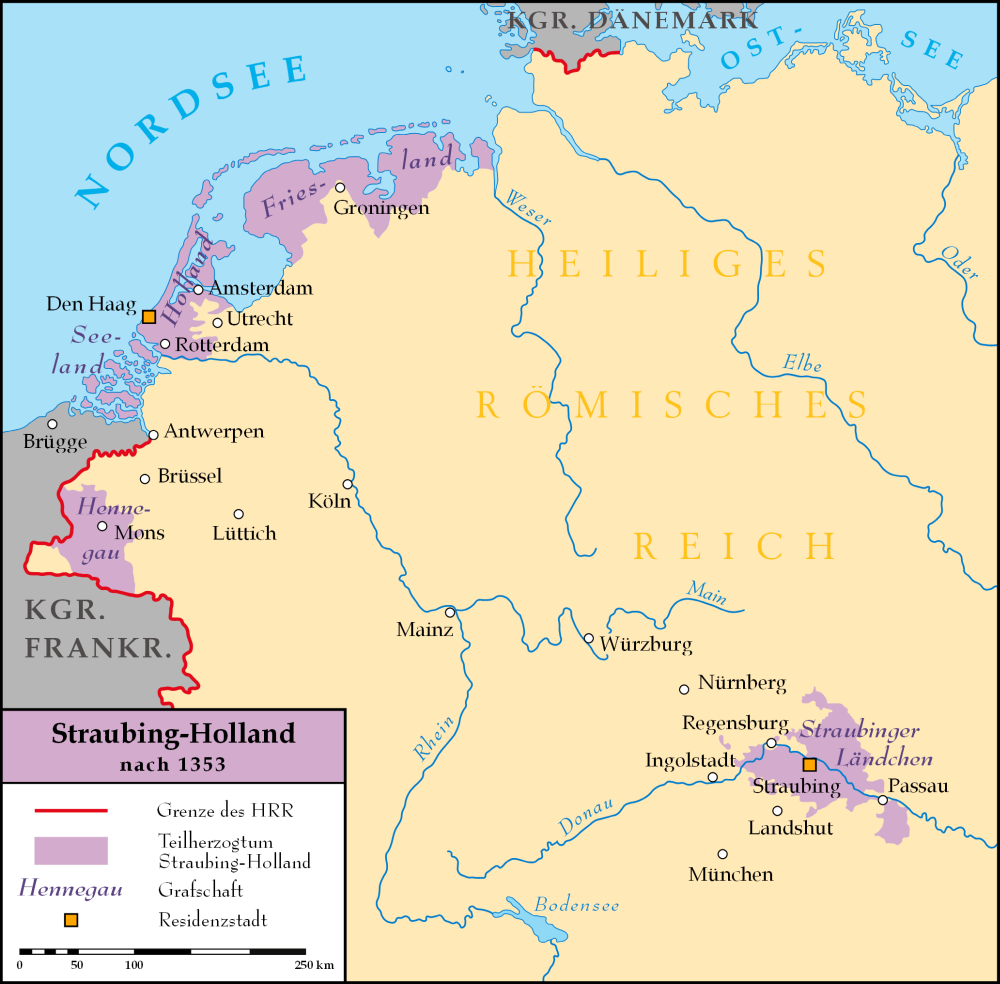
Straubing-Holland nach 1353

- 3. Juni: Im Regensburger Vertrag teilen die wittelsbachischen Herzöge Stephan II., Wilhelm I. und Albrecht I., die Söhne Kaiser Ludwigs des Bayern ihr niederbayerisches Erbe untereinander auf. Stephan II. erhält den Süden Niederbayerns mit der Hauptstadt Landshut und begründet damit das Teilherzogtum Bayern-Landshut. Wilhelm I. und Albrecht I. erhalten die niederländischen Grafschaften Hennegau, Holland, Zeeland und Friesland sowie das „Straubinger Ländchen“. Das Teilherzogtum Straubing-Holland wird von Straubing und Den Haag aus regiert.
- König Karl IV. besucht das Kloster St. Gallen. Um den als Sammler von Reliquien bekannten König zu seinen Gunsten zu stimmen und ihn alte Rechte über die Stadt bestätigen zu lassen, schenkt ihm Abt Hermann das Haupt des heiligen Otmar und Teile desjenigen von Gallus aus deren Gräbern. Die Reliquien werden nach Prag gebracht und gehen später in den Wirren verschiedener Kriege verloren. Dieser Frevel und der Versuch, sich Rechte bestätigen zu lassen, die inzwischen längst an die Stadt St. Gallen gefallen sind – die Wahl des Rates, des Münzmeisters, des Brotschauers und die Handhabung von Mass und Gewicht – bringen die Stadt dazu, größere Selbstständigkeit anzustreben.
- Das Gebiet um die Ortschaft Pont-à-Mousson wird von König Karl IV. zugunsten Roberts I. von Bar zur Markgrafschaft erhoben.
- Giovanni Visconti, Stadtherr und Erzbischof von Mailand, wird zum Dogen von Genua gewählt.

#### Russland
- Simeon Iwanowitsch, Großfürst von Wladimir-Moskau, fällt der in Russland ausgebrochenen Pestepidemie zum Opfer. Die Herrschaft geht an seinen Bruder Iwan II. über. Vom Großkhan in Sarai wird ihm die Großfürstenwürde zuerkannt. Damit setzt er sich gegen seinen innerrussischen Konkurrenten Konstantin von Susdal durch, der insbesondere von der Republik Nowgorod unterstützt wird.

#### Byzantinisches Reich
- April: Nach einem gescheiterten Rückkehrversuch seines Schwiegersohns Johannes V. von seinem Exil auf der venezianischen Insel Tenedos entzieht ihm Johannes VI. die Thronfolge und erhebt seinen Sohn Matthaios zum Mitkaiser. Der Patriarch von Konstantinopel Kallistos I., der sich weigert, Matthaios zu krönen, wird im September durch Philotheos Kokkinos ersetzt.

#### Asien
- Die persische Dynastie der Muzaffariden erobert Schiraz.

#### Urkundliche Ersterwähnungen
- Erste urkundliche Erwähnung von Egenhausen, Engelskirchen, Goldau, Hofstetten, Kriechenwil und Wuchzenhofen
- Bau der Zollburg Eichelsheim

### Kultur
- um 1353: Giovanni Boccaccio beendet die Arbeit am Decamerone. Diese Sammlung von 100 Novellen ist ein stilbildendes Werk, das zum Vorbild fast aller weiteren abendländischen Novellensammlungen wird. Der zyklische Aufbau des Werkes bezieht sich auf die Bedeutung der alten heiligen Zahl Zehn, die Bonaventura als numerus perfectissimus bezeichnet hat, wobei vor allem Dantes Göttliche Komödie, die in hundert Gesänge gegliedert ist, als Vorbild diente.

### Religion

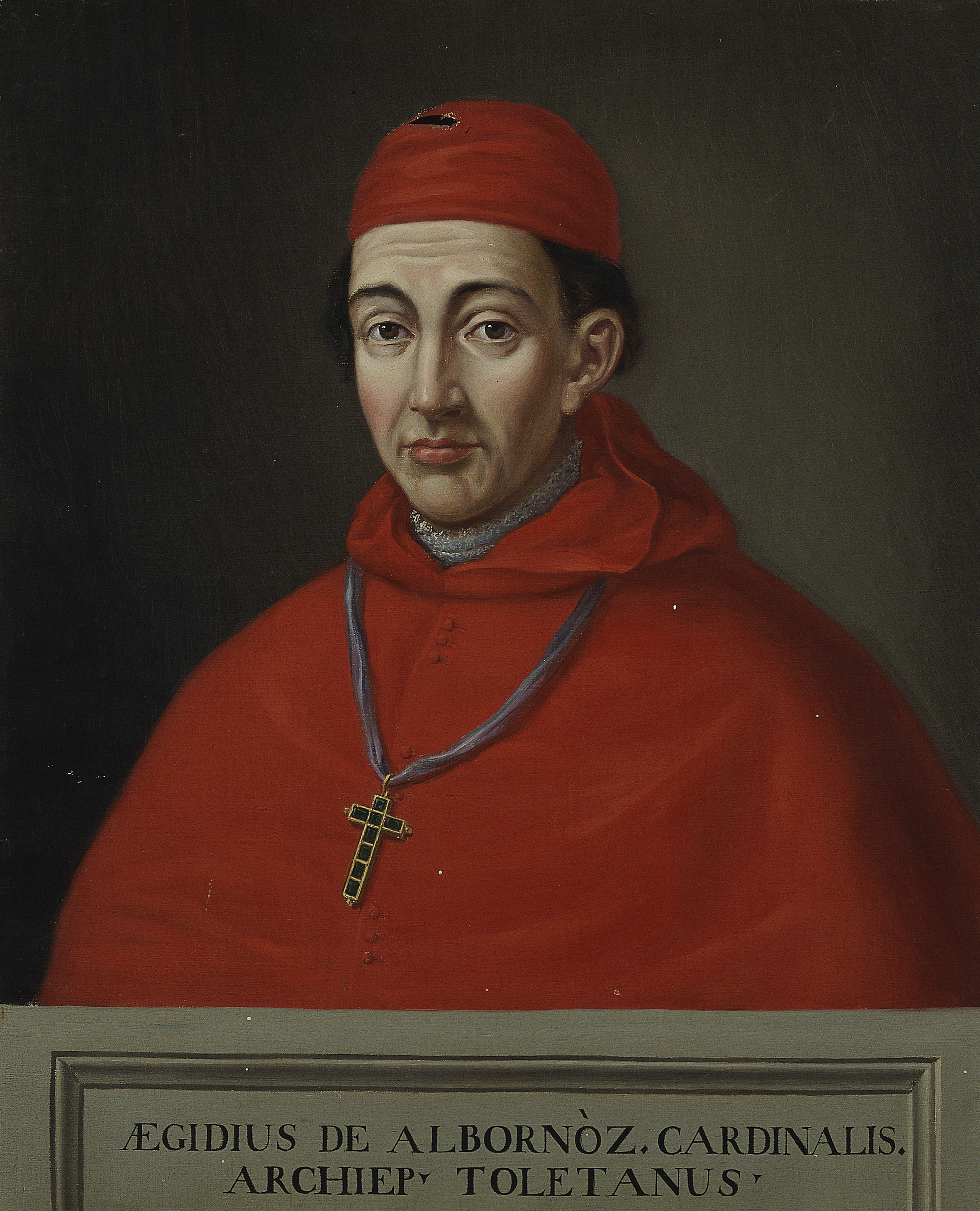
Kardinal Gil Álvarez Carillo de Albornoz von Matías Moreno, Museo del Prado

- Papst Innozenz VI. entsendet Kardinal Gil Álvarez Carillo de Albornoz als Generalbevollmächtigten in den Kirchenstaat, um das durch die Abwesenheit des Papsttums dort entstandene Chaos zu beenden.
- John von Thoresby wird Erzbischof von York.

## Geboren
- November: Marco Visconti, Mitherrscher von Mailand und Statthalter von Parma († 1382)
- Adolf I., Bischof von Speyer und Erzbischof von Mainz († 1390)
- Thomas Arundel, Erzbischof von Canterbury und York, sowie Lordkanzler von England († 1414)
- Margarethe I., Königin von Dänemark, Norwegen und Schweden († 1412)
- Manuel Chrysoloras, byzantinischer Diplomat und Förderer der griechischen Literatur in Westeuropa († 1415)

## Gestorben

### Todesdatum gesichert

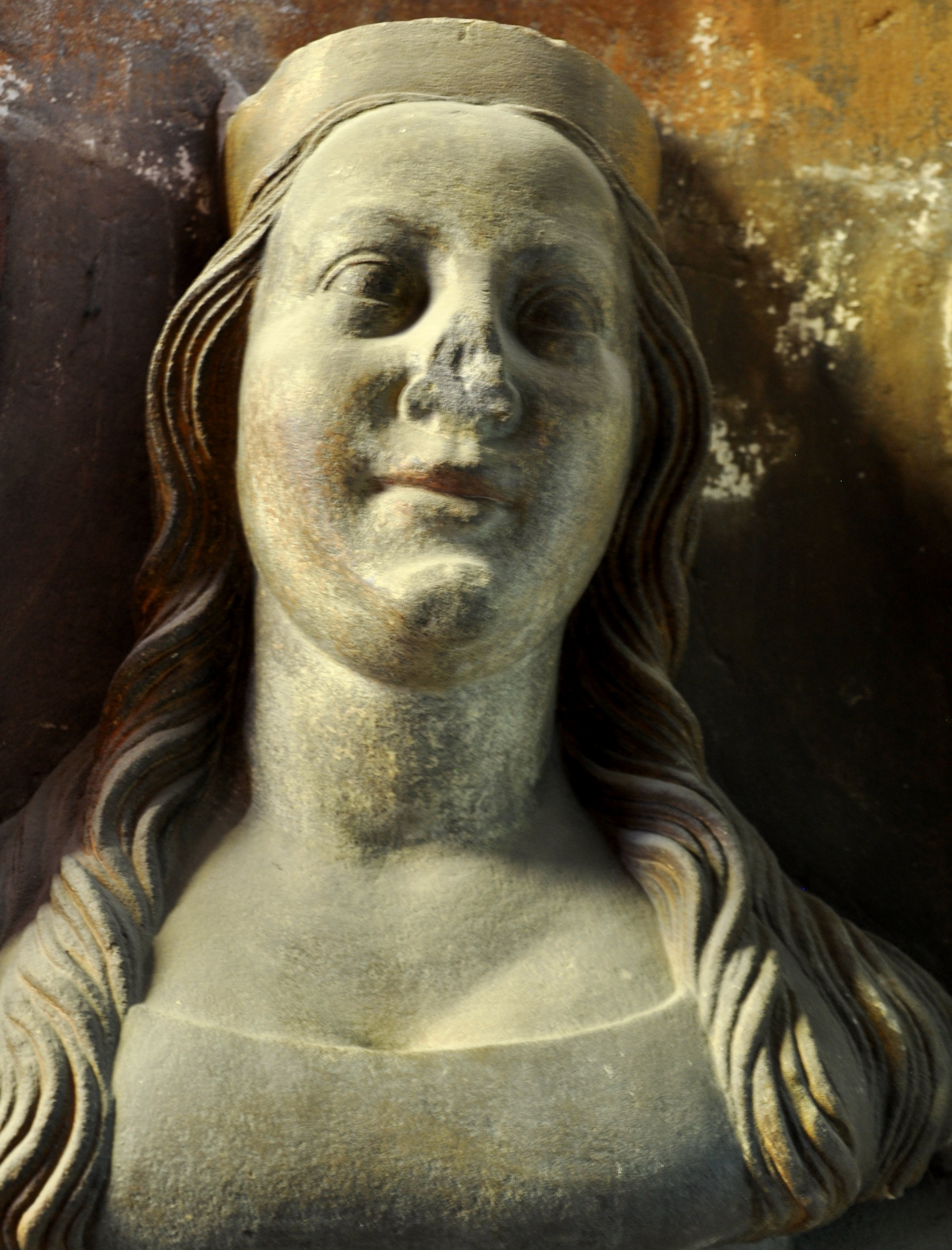
Büste Anna von der Pfalz

- 2. Februar: Anna von der Pfalz, zweite Frau des späteren Kaisers Karl IV. (* 1329)
- 6. März: Roger Grey, englischer Adeliger und Militär (* um 1300)
- 11. März: Theognostos, Metropolit von Kiew
- 14. März: Konrad von der Mark, Ritter, Ordensbruder und Klostergründer (* zw. 1291 und 1294)
- 1. April: John Segrave, englischer Adeliger (* 1315)
- 13. April: Hermann IX., Markgraf von Baden zu Eberstein
- 2. September: Friedrich III., Markgraf von Baden (* 1327)
- 4. Oktober: Rudolf II., Pfalzgraf bei Rhein (* 1306)
- 29. Oktober: Konrad Münch von Landskron, Bürgermeister von Basel
- 25. November: Berthold von Buchegg, Bischof von Speyer und Bischof von Straßburg
- 21. Dezember: Heinrich III. von Virneburg, Erzbischof und Kurfürst von Mainz (* um 1295)

### Genaues Todesdatum unbekannt
- Anna, Äbtissin des Damenstifts Buchau
- John Charlton, englisch-walisischer Marcher Lord (* 1268)
- Heinrich Dusemer, Hochmeister des Deutschen Ordens (* um 1280)
- Dieudonné de Gozon, Großmeister des Johanniterordens
- Heinrich VI. von Hohenberg, Fürstabt von Fulda (* 1277)
- Kham Hiao, König des Reiches Rajadharani Sri Sudhana im heutigen Laos
- Johannes I., Bischof von Leitomischl
- Konrad von Lustnau, Abt des Zisterzienserklosters Bebenhausen
- Stjepan II. Kotromanić, Ban von Bosnien (* 1292)
- Stephan I. Lackfi, Ban von Kroatien, Slawonien und Dalmatien
- Simeon Iwanowitsch, Fürst von Moskau und Großfürst von Wladimir (* 1316)
- Werner von Urslingen, schwäbischer Condottiere in Italien (* um 1308)